# 유협 (465년)
유협(劉勰, 465년~521년)은 중국 남조 양나라의 문학자이다. 자는 언화(彦和). 저서에 《문심조룡》이 있다.